# A.R.T.
Ali Reza Tahoeni, beter bekend als A.R.T, is een Nederlands muzikant, diskjockey en producer. Tahoeni is lid van de rapformatie Fakkelbrigade, dat naast A.R.T bestaat uit Sticks, Rico, Typhoon en James. Hij produceerde het album Colucci Era van de Fakkelbrigade.

## Biografie
A.R.T huurde in 2003 zijn eerste studio in de Zwolse binnenstad. In een interview met 3voor12 in 2009 zegt hij dit:
"James en Ty kwamen daar ook al. Zij spitten en ik ging nummers maken. En later kwam ik Blax weer tegen. Ik heb buiten Fakkelbrigade nog met veel andere rappers gewerkt, maar voor mijn gevoel was het nog niet goed genoeg. Je moet niet alles willen uitbrengen. Ik ben zelf nog in de leer, ik leer met elke sessie en track nog bij."
In 2007 leverde A.R.T de beat voor Spaanse Vlieg op het album Fakkelteit van Sticks & Delic. Datzelfde jaar produceerde hij ook op het debuutalbum van Typhoon, Tussen Licht en Lucht, dat werd genomineerd voor een 3voor12 award en de 181 plek bezet in de top 250 van MusicMeter. Na het uiteenvallen van Opgezwolle richtten de rappers Rico & Sticks samen met Typhoon en James het collectief Fakkelbrigade op, waarvoor A.R.T de producties maakte. 
A.R.T produceerde ook het prijswinnende Lobi Da Basi van Typhoon, waarmee hij onder meer twee Edisons won voor Beste Album & Beste Hiphop. Als dj ging A.R.T op tournee met onder andere Rico & Sticks.

## Discografie
Albums in groepsverband
- Fakkelbrigade
  - Colucci Era (2009)
  - Prelude van een Era (2009) (bonus CD bij de limited Edition)
- Sticks & A.R.T
  - Alledaagse waanzin (2010)
  - Verloren waanzin (2018)
- Rico & A.R.T.
  - Irie (2014)

Met Freez
- Les Demoiselles (2014)

Met Typhoon
- Lobi Da Basi (2014)

Met Joep Pelt
- Show Me The Way (2014)[4]